# 충주 최응성 고가
충주 최응성 고가(忠州 崔應聖 古家)는 충청북도 충주시 살미면에 있는 조선시대 숙종(재위 1674∼1720) 때의 문장가인 최응성이 살던 옛집이다. 1981년 5월 1일 충청북도의 유형문화재 제87호 최함월고가(崔涵月古家)로 지정되었으나, 2013년 1월 18일 현재의 문화재 명칭으로 변경되었다.

## 개요
조선 숙종(재위 1674∼1720) 때의 문장가인 최응성이 살던 옛집이다. 서재로 사용하였다는 염선재와 함월정이라는 정자가 남아있다.
1720년경 집 앞에 정자를 지었는데, 제자인 권상하가 그의 호를 따서 정자이름을 '함월정'이라 하였다고 전한다. 1983년 충주댐 건설로 인하여 지금의 위치로 옮겨 지었다.
고종 11년(1874)에 후손들이 무릉사를 지어 권상하와 최응성을 제사하고 있다.

## 갤러리

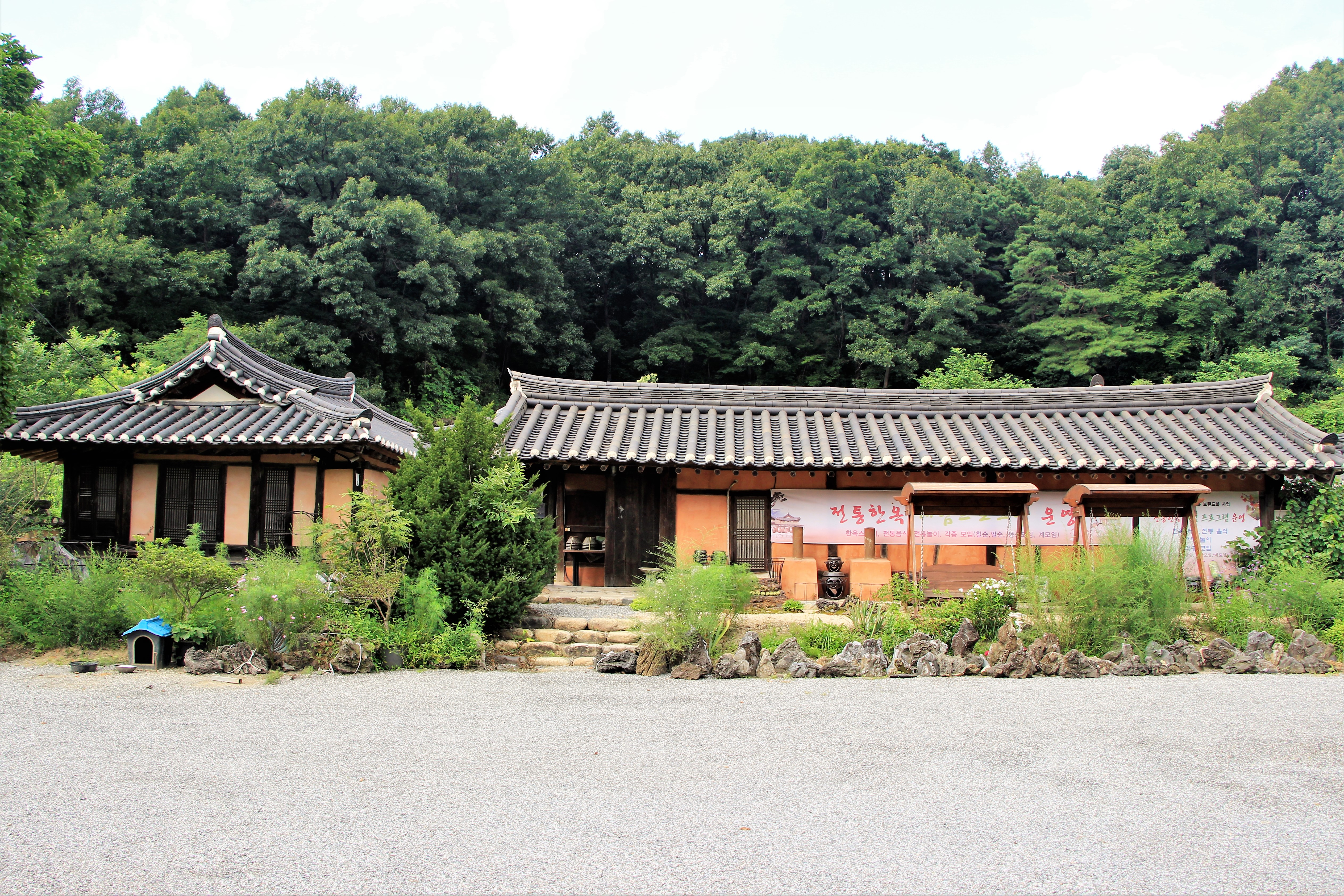
충주 최응성 고가를 바깥에서 본 모습

## 참고 자료
- 충주 최응성 고가 - 국가유산청 국가유산포털